# 普朗
普朗（法語：Plan，法語發音：[plɑ̃] ⓘ）是法国伊泽尔省的一个市镇，原属格勒诺布尔区，2017年起改属维埃纳区。

## 地理
普朗（45°18'46"N, 5°23'33"E）面积6.1 平方千米，位于法国奥弗涅-罗讷-阿尔卑斯大区伊泽尔省，该省份为法国东南部内陆省份，北起顺时针与安省、萨瓦省、上阿尔卑斯省、德龙省、阿尔代什省、卢瓦尔省和罗讷省。
与普朗接壤的市镇（或旧市镇、城区）包括：圣保罗迪佐、锡朗、拉福尔特雷斯、伊佐、圣艾蒂安-德圣茹瓦尔、圣茹瓦尔。
普朗的时区为UTC+01:00、UTC+02:00（夏令时）。

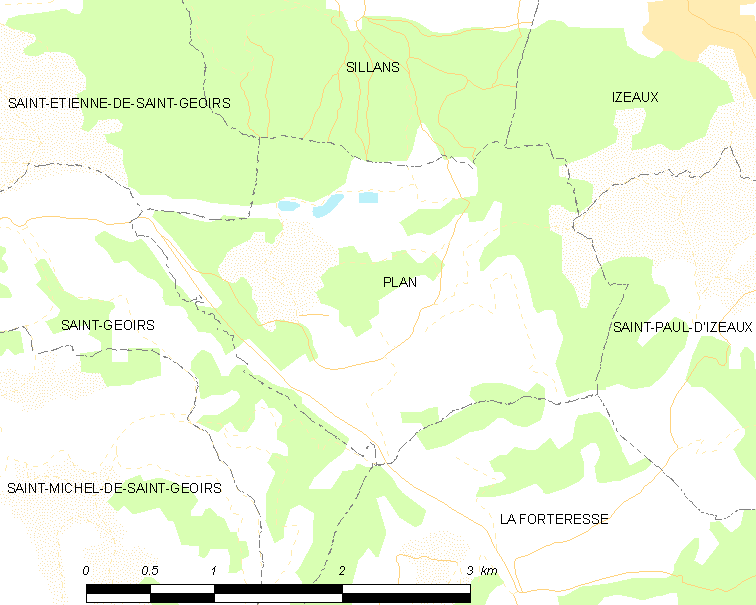
普朗的OSM定位图

## 行政
普朗的邮政编码为38590，INSEE市镇编码为38308。

## 政治
普朗所属的省级选区为比耶夫尔县。

## 人口

1962-2008年间普朗人口变化图示

普朗于2022年1月1日时的人口数量为296人。